# Virabhadra

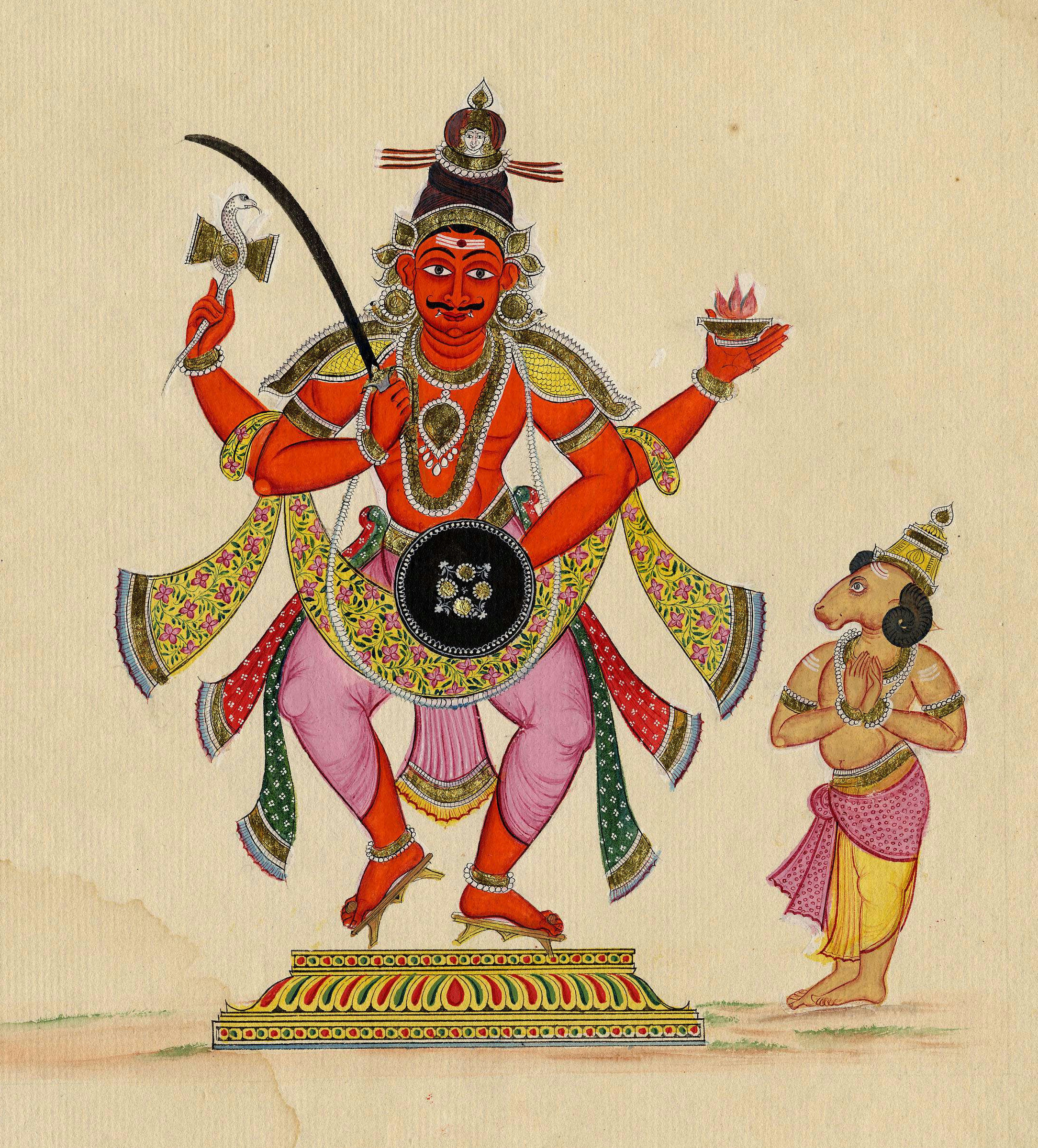
Virabhadra (a la izquierda) con Daksha.

Virabhadra (en sánscrito: वीरभद्र, AITS: Vīrabhadra) es una forma extremadamente feroz y temible del dios hindú Shiva. Fue creado por la ira de Shiva y destruyó el yajña (sacrificio de fuego) de Daksha, después de que Satí —hija de Daksa y consorte de Shiva— se inmoló en el fuego. Es descrito como un guerrero quién finalmente cegó a Bhaga, sometió a Indra y rompió los dientes de Pushan. Otros dioses huyeron de la batalla incapaces de enfrentar su poder.

## Etimología del nombre
La palabra en sánscrito Virabhadra se compone de dos palabras:
- Vira (en sánscrito: वीर, AITS: vīra), que significa 'héroe'[3]
- Bhadra (en sánscrito: भद्र, AITS: bhadra), que significa 'bueno, amistoso'[4]

## Origen
Satí era la hija más joven de Daksha. Mientras iba creciendo, dirigió su corazón hacia Shiva y lo adoró. En el Swayamvara de Satí, Daksha invitó a todos los devas y los príncipes exceptúando a Shiva. Satí lanzó su guirnalda a aire, pidiéndole a Shiva que la recibiera, y he aquí que él estaba parado en medio de la corte con la guirnalda alrededor de su cuello. Daksha no tuvo más remedio que casar a su hija con Shiva.
Un día, Daksha invitó a todos los devas para realizar un gran sacrificio de caballo llamado Aśvamedha, omitiendo solo a Shiva. La necesidad de Satí de asistir al evento, debido a su afecto hacia sus padres, fue superior a la etiqueta social de no ir a una ceremonia no invitada; así, Daksha la insultó frente a sus invitados. Enfurecida después de escuchar insultos contra su marido, se prendió fuego por su yogāgni (fuego interior).
Cuando Shiva se enteró de lo que había sucedido, con profunda tristeza e ira, se quitó un mechón de su cabello y lo golpeó en el suelo. A partir de este acto, tanto Virabhadra como Bhadrakali (o Rudrakali) nacieron de él. Se cree que el primero es el destructor de Agnana: nacido con un cuerpo alto y musculoso que alcanza los cielos más altos, era tan oscuro como las nubes tormentosas, con tres ojos ardientes y cabello ardiente. También llevaba una guirnalda de calaveras y llevaba armas terribles. La segunda, para proporcionarle poder, se presentó como una encarnación colérica de Deví.